# Vasilios Barkas
Vasilios Barkas (en griego: Βασίλης Μπάρκας; Peristeri, 30 de mayo de 1994) es un futbolista griego que juega en la demarcación de portero para el F. C. Utrecht de la Eredivisie.

## Selección nacional
Tras jugar en la selección de fútbol sub-19 de Grecia y en la sub-21, finalmente el 27 de marzo de 2018 hizo su debut con la selección absoluta en un encuentro amistoso contra Egipto que finalizó con un resultado de 0-1 a favor del combinado griego tras el gol de Nikolaos Karelis.

## Clubes
| Club             | País         | Año       | Partidos | Goles |
| ---------------- | ------------ | --------- | -------- | ----- |
| Atromitos F. C.  | Grecia       | 2013-2016 | 20       | 0     |
| AEK Atenas F. C. | Grecia       | 2016-2020 | 111      | 0     |
| Celtic F. C.     | Escocia      | 2020-2022 | 24       | 0     |
| F. C. Utrecht    | Países Bajos | 2022-     | 101      | 0     |

## Palmarés

### Títulos nacionales
| Título                     | Club             | País    | Año  |
| -------------------------- | ---------------- | ------- | ---- |
| Superliga de Grecia        | AEK Atenas F. C. | Grecia  | 2018 |
| Copa de Escocia            | Celtic F. C.     | Escocia | 2020 |
| Copa de la Liga de Escocia | Celtic F. C.     | Escocia | 2022 |
| Scottish Premiership       | Celtic F. C.     | Escocia | 2022 |